# Діст (місто)
Діст (нід. Diest, нід. вимова: [dist]) — місто в Бельгії, розташоване у землі Фландрія, провінції Фламандський Брабант, на березі річки Демер. Знаходиться за 60 км на схід від Брюсселя.

## Історія

### Виникнення
Найдавніші поселення на території сучасного міста відносять до епохи палеоліту.

### Середньовіччя
Перша документальна згадка в хроніках абатства Сінт-Трейден про невелику територіальну одиницю Франкського королівства Каролінгів під назвою Діст — 877 року.
У літописі абатства 1087 року згадується Отто I, лорд Дістський, який не законно вивіз деякі товари. Конфлікти між абатством та Отто I, а також його наступниками, продовжувались до 1163 року — доки Арнольд II, лорд Дістський не передав церкву під управління абатству Тонгерло.
У лютому 1229 року Діст отримує статус міста, завдяки герцогу Генріху I Брабанту.
В цей період у місті поселяються францисканці та засновують монастир.
Арнольд IV, лорд Дістський у 1253 році придбав у настоятеля абатства частину земель під будівництво бегінхофу. Також розпочав будівництво церкви Діви Марії на місті старої каплички, відкриття якої припало на 1288 рік.
Близько 1321 року розпочалось будівництво церкви святого Сульпіція. Через війни та економічні питання, цей процес розтягнувся на сотні років і завершився лише 1534 року.

### Оранська династія
Діст перейшов у володіння графа Енгельберта II Нассауського 1499 року. Загалом місто належатиме династії Орансько-Нассауських до 1795 року.
По смерті Енгельберта II, його племінник Генріх III (граф Нассау-Берди) вдосконалив та розширив міські оборонні вали. Старий замок на південно-західній околиці міста було зруйновано, а 1510 року поруч побудована нова резиденція.
Через своє сусідство з Брабантським герцогством та князівством єпископа Льєзького, Діст часто був об'єктом облоги, розкрадання і знищення.

### Іспанський період
Карл V успадкував землі від матері Марії Бургундської та батька ерцгерцога Максиміліана Габсбургського (згодом імператор Священної Римської імперії Максиміліан I). Діст також увійшов до складу Габсбурзьких Нідерландів.
У жовтні 1555 року Карл V відрікається від престолу на користь сина Філіпа II. Його політика, високі податки та боротьба з протестантами, призвела до Нідерландської революції. Серед опозиціонерів був і Вільгельм Оранський, який 1572 року на деякий час заволодів Дістом. Велика частина міста була зруйнована його армією. Так, монастир Ордену братів менших був пограбований та зруйнований, а ченцям довелось тікати. Францисканці повернулись у місто 1583 року та почали відбудову монастиря. Церква Діви Марії також була розграбована, вітражі розбиті, зруйнована башта пошкодила дах. Реставрація розпочалась лиш близько 1600 року.

### Австрійський період
Між 1701 та 1705 роками Діст мав справу з французькою, голландською та іспанською окупацією.
Після підписання Утрехтського миру між Іспанією та Австрією, Діст впродовж 1713—1790 років був у складі Австрійських Нідерландів.
Місто поступово відновлюється. Розвивається торгівля та пивоваріння. Проте, частину населення не задовольняли реформи Габсбурзької монархії, які з радістю сприйняли звістку про приєднання бельгійських земель до Франції 1792 року. Ці події призвели до Селянського повстання 1798 року проти французів. Армія селян зайняла місто, але пробувши в облозі чотири дні, повстанці втекли. А Діст зазнав розграбування французами.

### ХІХ і ХХ століття
З 1815 року Діст входив до складу Сполученого Королівства Нідерландів і лиш після Бельгійської революції 1830 року — у складі незалежної Бельгії.
У 1835 році бельгійський уряд вирішив перетворити Діст на укріплене місто.
1845 року у пригороді Моленстеде з'являється форт Леопольд.
В період між 1845—1853 роками на пагорбі Аллерхейлінгберг збудовано захисне укріплення Цитадель.

### Сучасність
З січня 1977 року до Дісту приєднано Дерне (нід. Deurne), Каггевінне (нід. Kaggevinne), Моленстеде (нід. Molenstede) і Схаффен (нід. Schaffen).

## Визначні місця
- Площа Ринок (нід. Grote Markt in Diest, фр. Grand Place à Diest);
- Церква святого Сульпіція (нід. Sint-Sulpitiuskerk, фр. Église Saint-Sulpice);
- Ратуша (нід. Stadhuis;
- Церква Діви Марії (нід. Onze-Lieve-Vrouwekerk, фр. Église Notre-Dame);
- Бегінхоф з церква святої Катерини (нід. Begijnhof, фр. Béguinage);
- Вхідна брама монастиря францисканців з садом Циркель (нід. Poort Minderbroederklooster, фр. Cloître des frères mineurs);
- Церква святої Варвари (нід. Sint-Barbarakerk, фр. L'église Sainte-Barbe);
- Цитадель (нід. De Citadel, фр. La citadelle)[5];
- Форт Леопольд (нід. Fort Leopold, фр. Fort Leopold);
- Водяний млин 1553 року (нід. Ezeldijkmolen, фр. Ezeldijkmolen);
- Вітряк (нід. Lindenmolen, фр. Lindenmolen);
- Резиденція принца Оранського-Нассауского (нід. Hof van Nassau, фр. Hof van Nassau);
- Парк Варанде на місці старого замку (нід. De Warande).

## Галерея

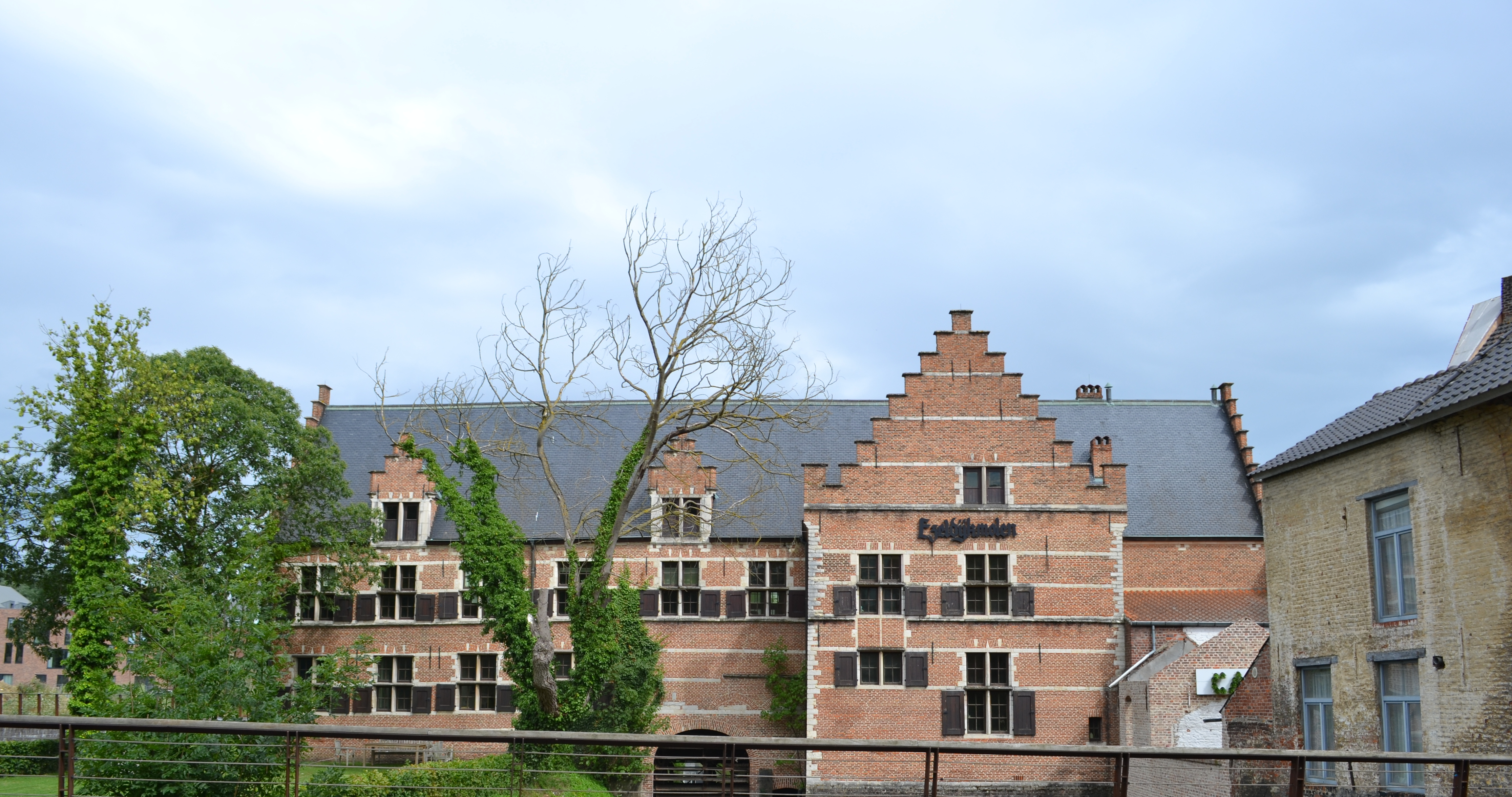
Водяний млин
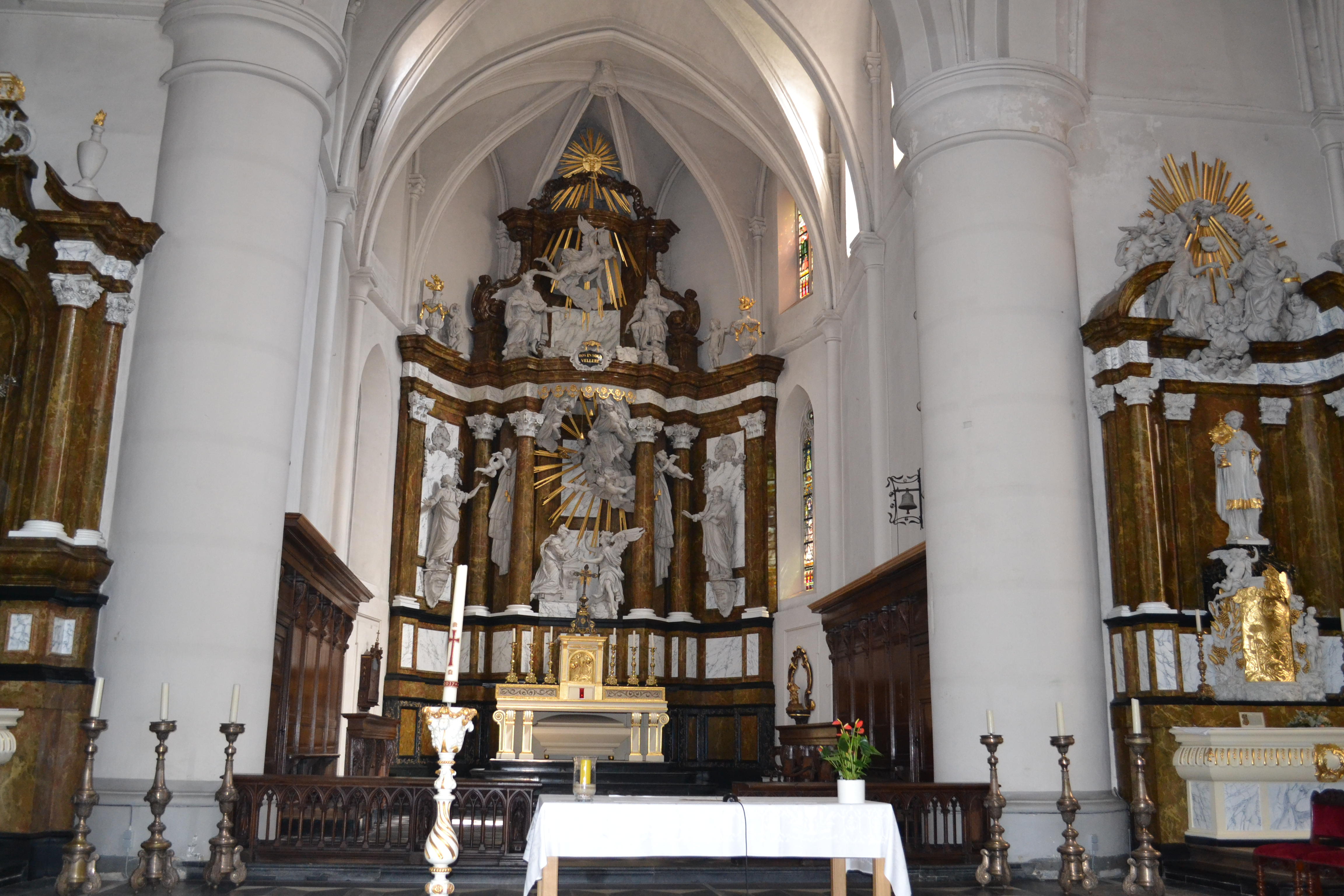
Головний вівтар церкви Діви Марії
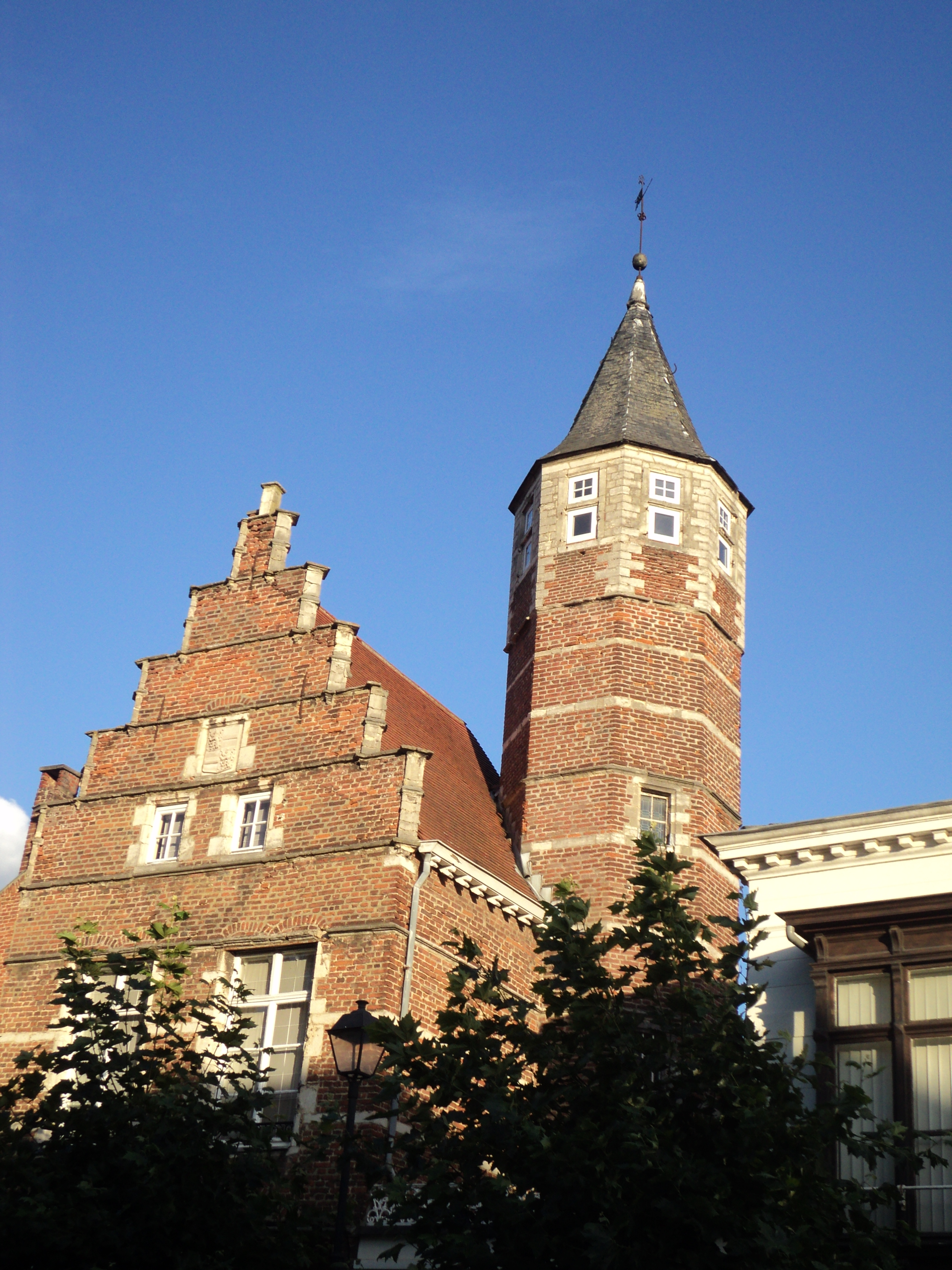
Резиденція Нассау в Дісті
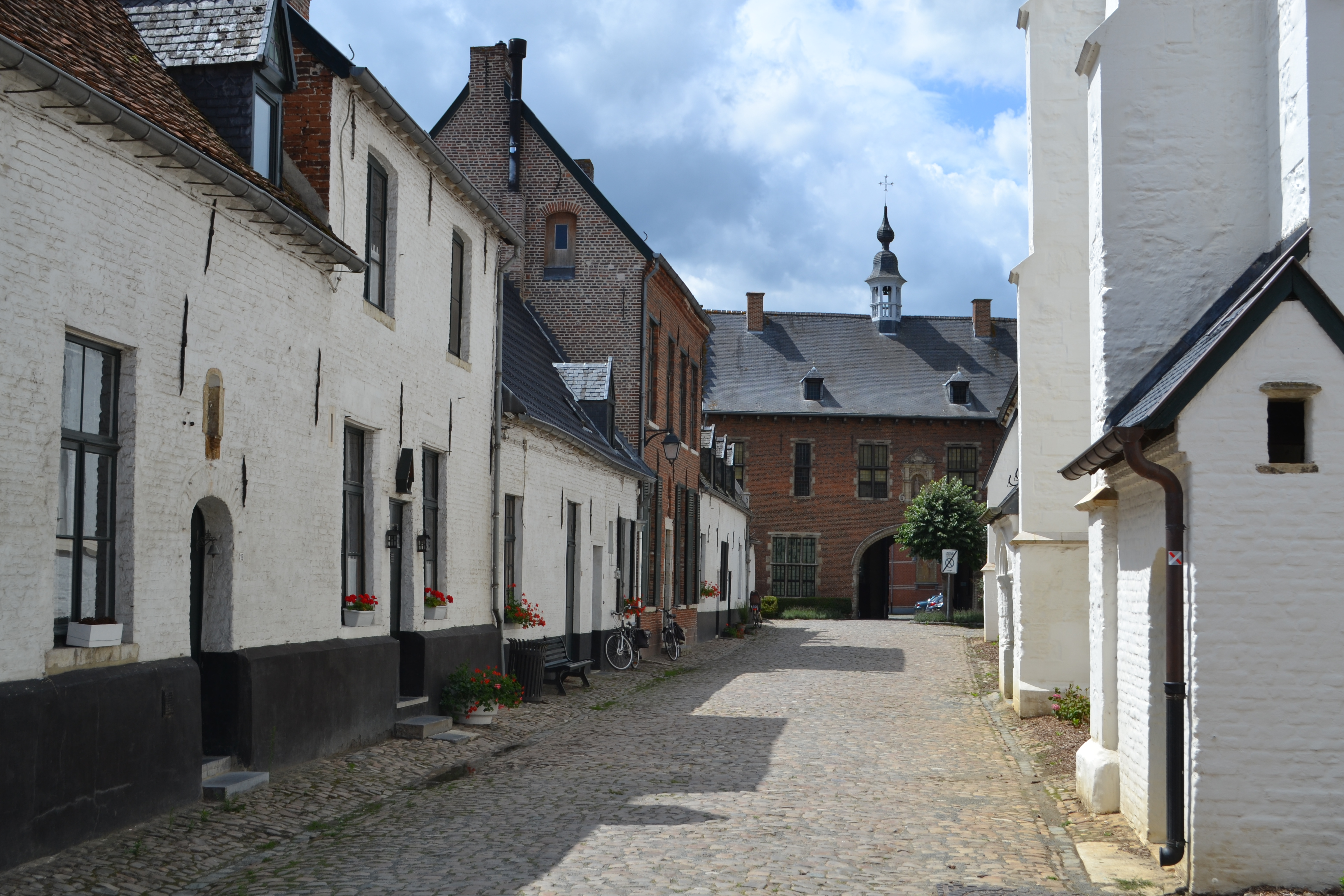
Одна з вулиць Бегінхофу
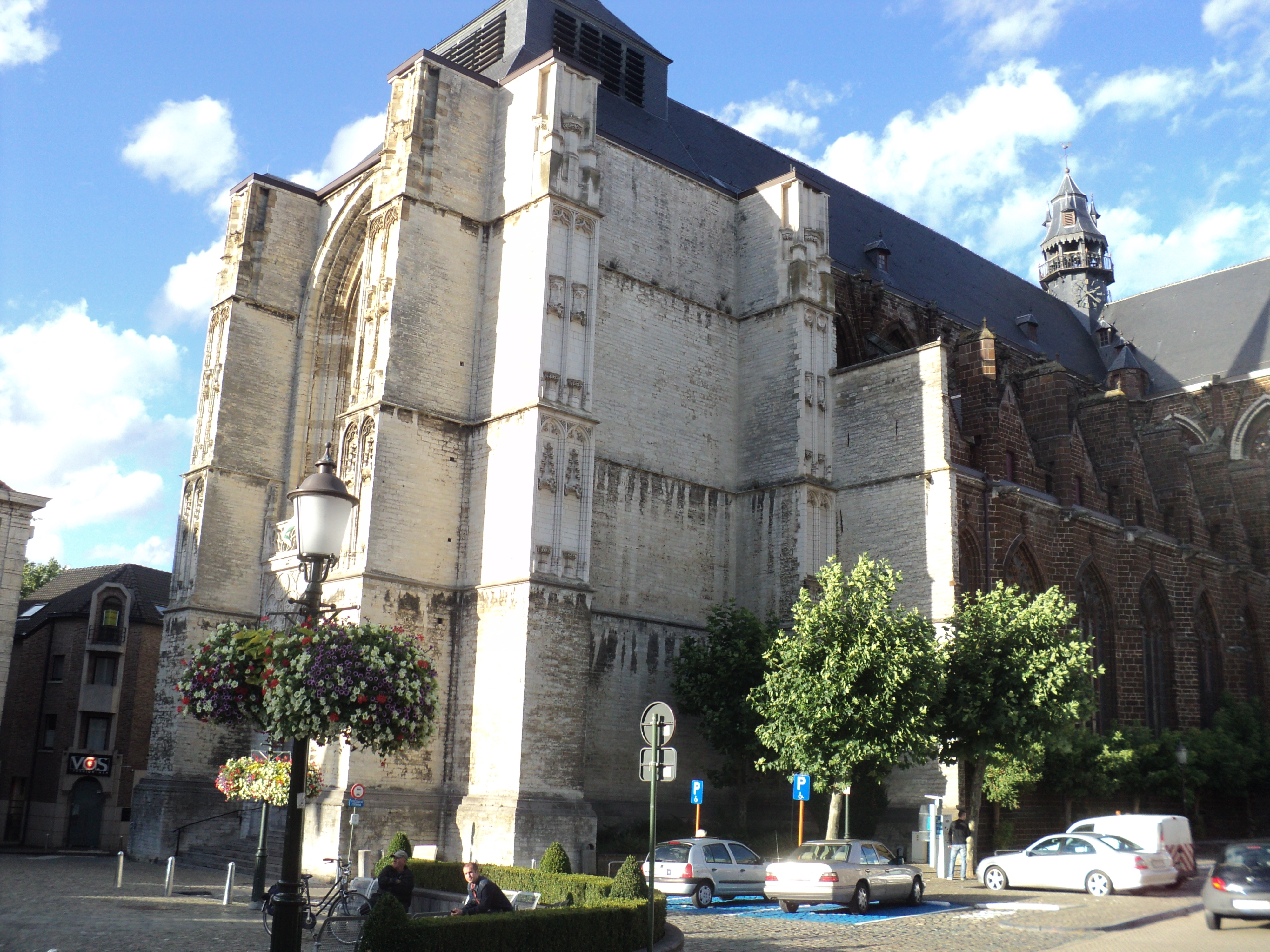
Костел святого Сульпіція